# Холтер ЕКГ
Холтер ЕКГ, холтер мониторинг, ЕКГ холтер, динамичка електрокардиографија посебана је неинвазивна дијагностичка метода у кардиологији за регистрацију електрокардиограма (ЕКГ) и праћења рада срца у дужем временском периоду. У току дужег временског периода, најчешће у времену од 24 до 48 часа а према потреби и 5-7 дана, уз помоћ, малог преносног апарата (холтер ЕКГ), који са собом носи пацијент у току дневно-ноћних активности, лекар стиче објективни увид у стање срчаног мишића и његов рад, у реалном животу, за време обављања пацијентових свакодневних активности.
Метода може бити од изузетне користи код утврђивање одређених срчаних поремећаја и у одређивању даљег испитивања или лечења. Осим код болесника, холтер мониторинг се може применити и у селекцији људства за специјалне дужности (нпр пилоти, космонаути, рониоци итд) али и у области научноситраживачког рада.

## Историја
Холтер ЕКГ апарат назван је по др Норману Ј. Холтеру (енгл. Norman J Holter), изумитељу мониторинга срца 1949. Након бројних истраживања и усавршавања клиничка употреба у неинвазивној дијагностици, овог преносног ЕКГ уређаја почела је током 1960.
Старији (гломазни) холтер уређај користио је магнетне траке (магнетофонске траке) или стандардне C-120, аудио касете, а запис се бележио брзином од 2 mm/сек. Због ограничених могућности магнетних трака и касета (мали капацитет меморисања података)и извора напајања струјом (мали капацитет акумулатора), први холтер апарати нису били у могућности да региструју ЕКГ сигнал дуже од неколико часова, а онда су се траке и акумулатори морала мењати, што је захтевало ангажовање медицинског техничара, тако да су се апарати у почетку коришћени искључиво код стационарно лечених пацијената. Старији магнетофонски холтери, бележили су сигнале у аналогној технологији (што је резултовало лошим квалитетом снимка, се могућим честим грешкама у запису). Први холтер ЕКГ који је тежио 40 килограма носио је пацијент на леђима, да би касније био замењен касетофоном, чија је првобитна верзија тежила око 2 kg, а данас мање од 0,5 kg. (у просеку 100-120 гр). Након сваке нове употребе трака је ишла на обраду а након тог са ње су брисани подаци и трака припремана за другог пацијента.
Данашњи савремени опремљени холетр ЕКГ апарати, користе дигиталну обраду података па су подаци који се меморишу на чврсти диск, флеш картицу (меморијску картицу) или на сличном медијуму, знатно поузданији сигурнији за обраду података који могу бити трајно меморисина на носачу записа. Такође одмах након преузимања података апарат је спреман за даљу употребу (што није био случај код старијих типова апарата). Како за меморисање дигиталних података, нису потребни електромотори (који су код старих апарата окретали магнетне траке и били највећи потрошачи струје), савремени апарати су јако мали потрошачи електричне енергије и зато имају могућност вишедневног рада без замена батерија.
Даља техничка побољшања холтер ЕКГ апарата, довела су и до бољег квалитета снимања, Грешке изазване физичком активношћу пацијента сведене су на минимум, а број операција апарата је зачајно увећан, тако да данас може да врши анализу рада пејсмејкера, израчунавање варијације срчаног ритма, аутоматско мерење срчаних интервала итд.

## Намена
Ова дијагностичка метода снимања, покрива двадесетчетворочасовни рад срца пацијента, и на примрном, холтер мониторинга много је већа вероватноћа да се открију абнормални поремећаји срчаног ритма у односу на класични ЕКГ чије регистровање траје мање од једне минуте.
Конвенционални холтер ЕКГ мониторинг се првенствено користи за;
- Откривање и класификацију срчаних аритмија код болесника са срчаном болешћу или код болесника са симптома који би могли бити последица аритмије (а не могу се регистровати ЕКГ у миру).
- Диференцијалну дијагнозу, ако су узроци поремећаја евентуалне бројне сензације као што је лупање срца, вртоглавица, краткотрајни губитак свести, укључујући синкопу и пролазне парализе (нпр транзиторни исхемични атак (ТИА).
- Код пацијената са преткоморским фибрилације или преткоморским пролазним аритмијама које се јављају у току ноћи.
- Након инфаркта срца или болести срчаног мишића могу постојати бројни поремећаји ритма срца који могу проћи незапажено, и зато њихово откривање захтева обавезну примену холтера ЕКГ
- Селекцију људства за специјалне дужности (питоти, рониоци, падобранци, астронаути, кесонски раници итд)
- Пре и после увођења новог лека у терапију срчаних аритмија.
- Контрола рада пејсмејкера.
- Селекцији и открвању нејасних срчаних поремећаја код спортиста.
- Научноистраживачки рад у области кардиологије, ваздухопловне и космичке медицине, провери дејства антиаритмичних лекова итд.

## Индикације за примену холтер ЕКГ
Холтер ЕКГ апарти могу се користити за дијагнозу;
- Преткоморских фибрилације срца.
- Мултифокалне преткоморске тахикардије, (убрзан рад срца настао из већег броја локација у срцу)
- Лупања срца.
- Пароксизмалана суправентрицуларна тахикардија.
- Утврђивање узрока брзог замарања.
- Успорен рад срца (брадикардија).
- Коморска тахикардија.

## Недостаци
Када се симптоми срчаних поремећај, не јављају свакодневно, често је 24 часовни холтер ЕКГ без револуционарних открића. У овим случајевима, дужа снимања, применом холтер ЕКГ, често могу помоћи да се открију срчане аритмија или да се оне искључе као узрок тегоба. Зато данас постоје холтер ЕКГ апарати који могу и до 7 дана да региструју сигнале срца и да на овај начин помогну у откривању напада панике и анксиозне поремећаје које су често последица аритмија.
Лоше стране холтер ЕКГ су;
- дискомфор пацијента због употребе широке одеће, обавезног бријања длака на попрсју, ограниченог одржавање хигијене тела,
- могућност спадања електрода,
- појачано знојење,
- појава алергијских реакција након употребе самолепљивих фиксатора (леукопласта) и гела за електроде.

##### Ограничења
У току употребе могуће су сметње од јаких извора електромагнетног зрачења (мобилни телефон, микроталасна пећи јаких магнета) али и влаге па се забрањује;
- Купање или туширање пацијента, (обавља се пре и након употребе холтер ЕКГ)[6]
- Боравак у близини извора високог напона, метал детектора или великих магнета (забрана снимања магнетмом резонантном томографијом).
- Употреба електричног јастука, ћебета, масажера и сличних уређаја на електрични погон.

## Конструкција
Холтер је у суштини минијатурни 24 часовни ЕКГ-апарат са 2 до 6 грудне електроде које се лепе на површину грудног коша. Апарат је изузетно безбедан и не разликује се по свом изледу од малог канцеларијског касетофона. Сам апарат пацијент носи на каишу око појаса или на специјалмом каишу око врата. Старији апарати су били аналогни магнетофонски холтер ЕКГ, јако неудобни за ношење јер су били гломазни и тешки од 200-500 гр, захтевали су чешћу замену батерија и преносних медијавиди историјат .
Данашњи савремено опремљени холтер ЕКГ апарати, дигиталном технологијом бележе података на чврстом диску, флеш картици или меморијској картицу или сличним медијима апарата. Ови апарти су лагани (теже око 100-120 грама) и дозвољавају снимања и до недељу дана а број операција апарата је зачајно увећан, тако да поред стандардних снимања, данас холтер може да врши анализу рада пејсмејкера, израчунавање варијације срчаног ритма, аутоматско мерење срчаних интервала итд.
Снимљени ЕКГ сигнали се преко флеш меморијске картице пребацује на хард-диск компјутера (на коме је инсталиран посебан програм за читање и анализу ЕКГ) који обрађује и анализаира и према потреби штампа снимљене податке. Компјутери и њихов програм омогућава анализу и преко 100.000 срчаних догађаја у 24 часа. Сви добијени подаци могу се архивирати на на разним медијима или се могу одштампати на папиру, ако су саставни део историје болести пацијента.

## Поступак
Пре монтаже опреме, пацијент мора да се окупа, његове груди се потом морају добро очисти алкохоломом (или неким другим средством) како би се обезбедло добаро приањање самолепљивих ЕКГ електрода. Електроде се прво лепе а затим причвршћују (турбан Повеском) на грудни кош пацјента и омогућавају његове уобичајене дневно-ноћне активности. Мушкарци, са длакавим грудима, морају да обрију делове коже на које се лепе ЕКГ електроде. Танким жицама електроде се повезују са малим преносним холтер ЕКГ апаратом који се поставља око струка пацјента, или се носи на специјалном каишу око врата. За постављање холет ЕКГ потребно је око 10 до 15 минута, а за његово скидање након примене, а мање од 5 минута.
Према посебном упутству пацијент, на за ту намену штампаном обрасцу-дневнику, води краћи дневник о активностима у току дана, и у најкраћим цртама описује евентуалне тегобе и време њихове појаве. На апарату постоји дугме-маркер које пацијент притиска када осети било коју нелагодност (што остаје забележено у меморији апарата), и ту исту нелагодност евидентира у дневику.
Апарат региструје 3 ЕКГ канала, најчешће у 1,3, 5 одводима, чији сигнали остају запамћени у меморији холтер ЕКГ.
У току примене холтер ЕКГ мониторинга региструју се следећи параметри;
- средња срчана фреквенца,
- депресија ST сегмента,
- поремећаји срчаног ритма,
- компензаторне паузе или прекиди у раду срца,
- Q-T интервал
- варијабилност срчане фреквенце (као незвисан прогностички показатељ).

## Радио телеметријски холтер ЕКГ
Напредак електронике омогућио је и примену модерних радио-телеметријски предајника уз помоћ којих се снимају и на даљину шаљу физиолошки параметари као што су вишеканални снимци ЕКГ, (чак и у најчешће примењиваних 12 одвода), за непрекидно праћење болесника са симтомом бола у грудима или у одељењима за тестирање лекова. Модерни системи су лагани и носе се удобно. Њихове примена постаје све популаранија јер омогућавају; постављање дијагнозе на даљину, правилан избор функционија уређаја и правилно подешавања апарата у току његовог рада. У савремним болницама и центрима за рехабилитацију болесника са кардиоваскуларним болестима, телеметријска метода, се све више користи за;
- истовремено праћење више болесника у току лечења или рехабилитације,
- контролу рада пејсмејкера, након његове уградње, или у фази подешавања,
- снимање параметара у току извођења теста оптерећења на покретној траци или ергоциклу
- клиничким истраживањима појединих болести и лекова итд.[1][2]

Ова метода примењује се за праћење здравља;
- космонаута у периоду њихове селекције, припрема на земљи и боравка у космосу,
- пилота сложених и скупих авиона, у току њиховог боравка у атмосфери, за време извршавања свакодневних летачких задатака или у току селекције и рутинских провера здравља у пилотској центрифуги итд.
- спортиста, у фази припрема за такмичења или код сумње на одређене поремећаје у раду срца.[1][2]

##### Холтер (рекордер) догађаја
Посебна врста телеметриских апарата су холтер (рекордери) догађаја. То су минијатурни уређај за дигиталног снимање срчаног рада величине мобилног телефона, који након појаве симптома, као што су лупање срца или других сензација у пределу срца или грудном коша, притиском на посебно дугме уређај активира пацијент. Након активирања апарат снима ЕКГ сигнал у трајању од 30-60 секунди. Холтер (рекордер) догађаја, такође у себи има и функцију мобилног телефона. Снимљени део ЕКГ се ГСМ мрежом шаље медицинској служби за позиве у хитним случајевима. Након пријема сигнала и контакта са пацијентом, који гласом преноси информације о симптомима које је регистровао у моменту када је осетио санзације на срцу и активирао холтер, дежурни лекар, обрађује информације и даје пацијенту упутства за терапију и друге активности, или ако је то потребно одређује локацију на којој се пацијент налази и активира службу хитне помоћи.

### Преспективе
Континуирано праћење срчане активности (ЕКГ и других виталних параметара) болесника у реалном времену, на путовању у кући и на радном месту болесника данас је могуће у неким земљама света. У будућности, помоћу са земаље емитованог дигиталног сигнала из болесниковог холтер ЕКГ, преко ГСМ мреже и сателита у свемиру, биће могуће праћење рада срца болесника у току његовог кретање по целом свету, од старне његовог лекара.